# Марія Амалія Саксонська
Марія Амалія Саксонська (повне ім'я нім. Maria Amalia Christina Franziska Xaveria Flora Walburga; 24 листопада, 1724, Дрезден, Річ Посполита — 27 вересня 1760, Мадрид, Іспанія) — німецька принцеса з династії Веттинів. Дружина Карла III — королева Іспанії, Неаполя і Сицилії.
Дочка курфюрста саксонського і короля польського Августа III і його дружини Марії-Жозефи. У 1738 році у віці 14 років видана в шлюб з Карлом, який був тоді королем Неаполя і Сицилії. Попри те, що це був шлюб за розрахунком, подружжя любили одне одного і мали багато дітей. Марія Амалія була освіченою жінкою, саме вона налагодила в Неаполі виробництво порцеляни. Також вона займалася будівництвом королівських палаців в Казерті і в Портічі.
У 1759 році старший брат її чоловіка Фердинанд VI помер, не залишивши спадкоємців, і Карл і Марія Амалія стали королем і королевою Іспанії. У тому ж році вони переїхали з Неаполя в Мадрид. Рік по тому королева померла від туберкульозу. Карл був глибоко засмучений втратою і більш не одружувався.

## Родина
Чоловік — Карл III, король Іспанії
Діти:
- Філіп Антоніо (1747—1777)
- Карл (1748—1819), король Іспанії
- Фернандо Антоніо Паскуаль (1751—1825) — король Неаполя та Сицилії
- Габріель (1752—1788) — одружений з дочкою короля Португалії Педру III
- Антоніо Паскуаль Хенаро (1755—1781)
- Франсиско Хав'єр Антоніо (1757—1771)
- Марія Хосефа Кармела (1744—1801)
- Марія Луїза (1745—1792) — дружина Леопольда Габсбурга, імператора Священної Римської імперії.